# C19H22N2S
化学式C19H22N2S（摩尔质量：310.46 g/mol）可以指：
- 哌卡嗪，CAS号：60-89-9 ，盐酸盐CAS号：2975-36-2
- Perathiepin，CAS号：1526-83-6

|  | 这个同类索引页列出了具有相同分子式的化学物（即同分異構體）条目。 除非您是有意链接至本页，否则应将相应条目的内部链接指向正确的条目。 |